# Mane (Alpy Górnej Prowansji)
Mane – miejscowość i gmina we Francji, w regionie Prowansja-Alpy-Lazurowe Wybrzeże, w departamencie Alpy Górnej Prowansji.

## Demografia
Według danych na rok 1990 gminę zamieszkiwało 1135 osób, a gęstość zaludnienia wynosiła 52 osoby/km². w styczniu 2015 r. Mane zamieszkiwało 1407 osób, przy gęstości zaludnienia wynoszącej 64,5 osób/km².